# مطار آلتاي شويدو
مطار آلتاي (بالصينية: 阿勒泰机场)(إياتا: AAT) مطار عام يقع بمدينة Altay, Xinjiang في الصين. يبلغ طول المدرج 1750 م ويرتفع عن سطح البحر 750 م. يقع المطار على ارتفاع 2460 قدمًا (750 مترًا) فوق مستوى سطح البحر  يحتوي على مدرج واحد مخصص 11/29 والذي يبلغ 2,800 by 45 متر (9,186 قدم × 148 قدم).

## شركات الطيران والوجهات
| شركـات طيـران          | الوجهات                                                                                               |
| ---------------------- | --- |
| 9 Air                  | مطار أورومتشي الدولي                                                                                  |
| Air Chang'an           | مطار شيان شيانيانغ الدولي                                                                             |
| خطوط شرق الصين الجوية  | مطار شانغهاي بودنغ الدولي، مطار شيان شيانيانغ الدولي                                                  |
| طيران الصين اكسبرس     | مطار كاراماي، مطار كورلا، مطار تاشيهينغ، مطار توربان جياهوي، مطار ينينغ                               |
| خطوط جنوب الصين الجوية | مطار قوانغتشو باييون الدولي، مطار كاشغر الدولي، مطار أورومتشي الدولي، مطار ينينغ، مطار تشنغتشو الدولي |
| Joy Air                | مطار فويون، مطار كاناس، مطار كاراماي                                                                  |
| طيران لونج             | مطار تشانغشا هوانغوا الدولي، مطار تشنغدو تيانفو الدولي                                                |
| خطوط سيتشوان الجوية    | مطار تشونغتشينغ جيانغبى الدولي، مطار شيان شيانيانغ الدولي                                             |
| سبرينغ (شركة طيران)    | مطار لانتشو تشونغ تشوان                                                                               |
| خطوط تيانجين الجوية    | مطار أورومتشي الدولي                                                                                  |

## وصلات خارجية
- http://www.flightstats.com/go/Airport/airportDetails.do?airportCode=AAT